# Fernando Cuenca
Fernando Cuenca (nascido em 1 de julho de 1950) é um ex-ciclista peruano que competiu em dois eventos nos Jogos Olímpicos de 1972.